# Santa Cruz de Marchena
Santa Cruz de Marchena este o municipalitate din provincia Almería, Andaluzia, Spania, cu o populație de 200 locuitori.